# Insula Stefansson

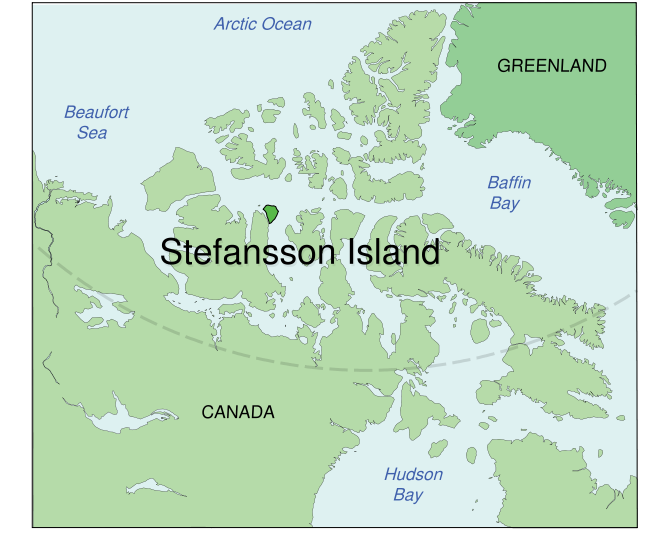
Localizarea insulei Stefansson în Arhipelagul Arctic Canadian

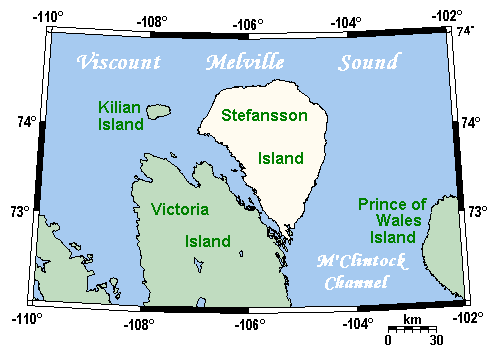
Insula Stefansson şi împrejurimile sale

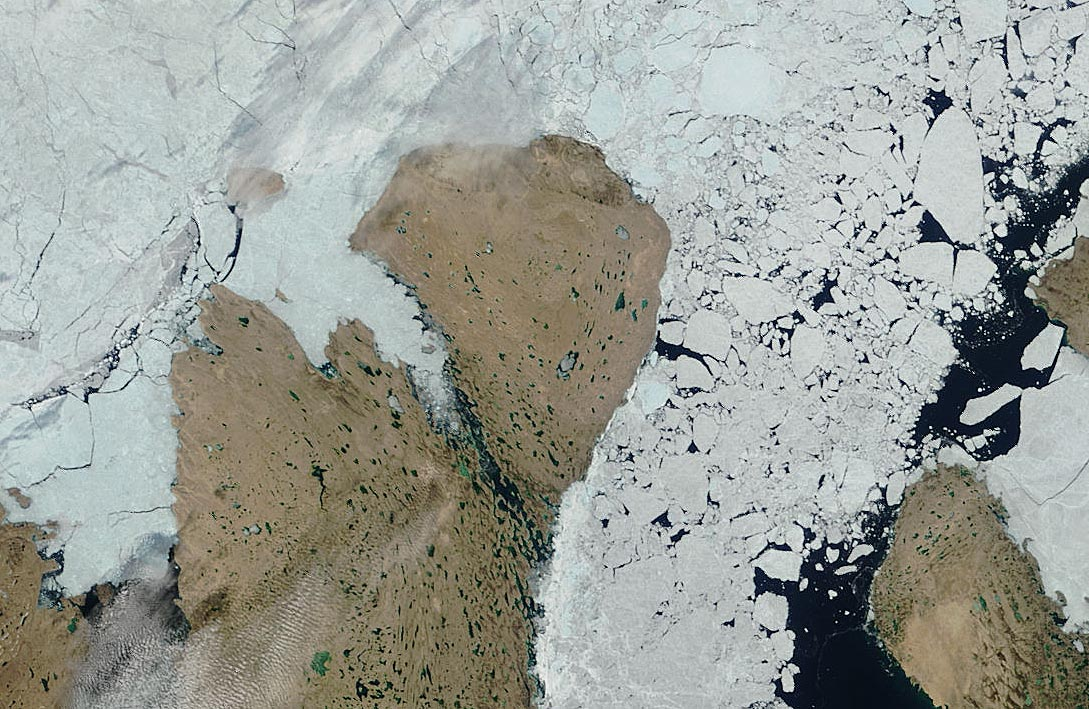
Imagine din satelit a insulei Stefansson

Insula Stefansson este o insulă nelocuită din Arhipelagul Arctic Canadian, situată în imediata vecinătate a insulei Victoria și aparținând administrativ de regiunea Kitikmeot a teritoriului Nunavut din Canada. Cu o suprafață de 4463 km2   ocupă locul 128 în lume și locul 27 în Canada.
Insula este mărginită la nord de strâmtoarea Melville, parte a canalului Parry. La est se află strâmtoarea McClintock, dincolo de ea întinzându-se insula Prince of Wales. La sud-vest, insula este separată de peninsula Storkerson a insulei Victoria prin strâmtoarea Goldsmith. Spre vest se află mica insulă Kilian.
Cea mai mare parte a insulei Stefansson este constituită din câmpii joase cu altitudini de sub 100 m deasupra nivelului mării. Doar în nord, în lungul coastei, există o porțiune mai ridicată, unde se și atinge altitudinea maximă de pe insulă, 256 m.. Pe insulă se află numeroase lacuri și râuri.
Insula a fost descoperită de europeni în anul 1917 în cursul expediției canadiene conduse de Vilhjalmur Stefansson (1879-1962) și numită în onoarea acestuia.